# Brendan Fraser
Brendan James Fraser, född 3 december 1968 i Indianapolis i Indiana, är en amerikansk-kanadensisk skådespelare.
Under 1990- och 2000-talet gjorde Fraser sig känd som charmig äventyrshjälte i filmer som Djungel George (1997) och Mumien (1999) med uppföljare. I slutet av 00-talet försvann Fraser från strålkastarljuset till följd av hälsoskäl och en skilsmässa. I samband med Metoo-rörelsen anklagade Fraser filmchefen Philip Berk för att ha förgripit sig på honom sexuellt år 2003. Händelsen medförde att Fraser hamnade i en depression. Mellan 2003 och 2018 var Frasers filmroller få. År 2022 gjorde han comeback då han fick huvudrollen i Darren Aronofskys dramafilm The Whale. Han fick god kritik för rollen och på Oscarsgalan 2023 vann han en Oscar för bästa manliga huvudroll.

## Privatliv
Fraser träffade Afton Smith den 4 juli 1993 och de gifte sig den 27 september 1998. Tillsammans har de tre söner: Griffin Arthur Fraser, född 2002, Holden Fletcher Fraser, född 2004 och Leland Francis Fraser, född 2006. Den 27 december 2007 meddelade Frasers agent att paret skulle skiljas.

## Filmografi (i urval)
- 1992 – California Man
- 1992 – Den inre kretsen
- 1993 – Twenty Bucks
- 1994 – Airheads
- 1996 – Änka på låtsas
- 1997 – Djungel-George
- 1997 – Still Breathing
- 1998 – Simpsons, avsnitt King of the Hill (gäströst i TV-serie)
- 1999 – Mumien
- 1999 – Dudley Do-Right
- 1999 – Rätt upp i 90-talet!
- 2000 – Djävulen och jag
- 2001 – Monkeybone
- 2001 – Mumien – återkomsten
- 2002 och 2004 – Scrubs (som Ben Sullivan i episod 1.22, 1.23 och 3.14)
- 2002 – Den stillsamme amerikanen
- 2003 – Looney Tunes: Back in Action
- 2004 – Crash
- 2008 – Mumien: Drakkejsarens grav
- 2008 – Bläckhjärta
- 2008 – Resan till Jordens medelpunkt
- 2009 – G.I. Joe: The Rise of Cobra
- 2010 – Extraordinary Measures
- 2010 – Varning för vilda djur
- 2010 – This Side of the Looking Glass
- 2012 – Whole Lotta Sole
- 2013 – Gimme Shelter (film)
- 2014 – Den stora nötkuppen
- 2015 – Texas Rising (TV-serie)
- 2016 – The Affair (TV-serie)
- 2019 – Doom Patrol (TV-serie)
- 2022 – The Whale
- 2022 – Rental Family